# Deveselu
Deveselu (pronunciat en romanès [deveˈselu]) és un municipi de la província d'Olt, a Romania. Està format per dos nuclis de població: Comanca i Deveselu. D'acord amb el web de l'ajuntament, la primera referència del municipi data del 19 de juny de 1537 per un document signat per Radu Paisie, sobirà del Principat de Valàquia.

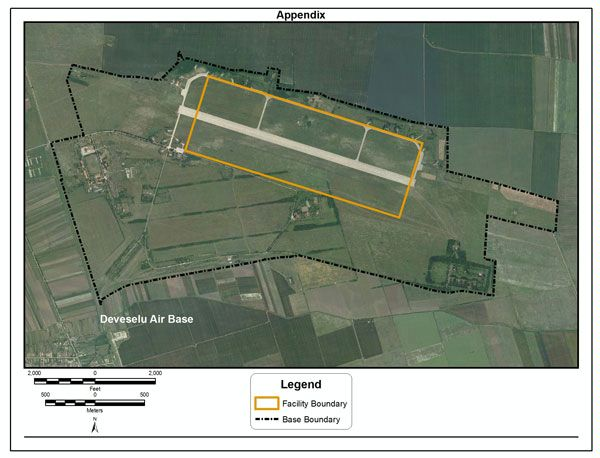
La base aèria vista el 2011.

L'antiga base aèria de la força aèria romanesa va ser tancada el 2003, forçant aproximadament als seus 200 treballadors a la prejubilació. D'aquests, al voltant d'una quinzena encara viuen en un veïnat. La base aèria de Deveselu va ser seleccionada per al sistema de defensa de míssils de l'OTAN, que utilitza l'Aegis Ballistic Missile Defense System. La cerimònia d'inauguració va tenir lloc el desembre 2015. S'hi utilitzarà el sistema SM-3 Block 2B interceptor.